# Росица Кендерова
Росица Михаилова Кендерова е българска геоморфоложка, професор в Софийския университет.

## Биография
През 1983 г. завършва география в Софийския университет „Св. Климент Охридски“ със степен магистър. От 1984 г. е докторант в Московския държавен университет „М. В. Ломоносов“, където защитава докторат на тема „Съвременна екзогенеза и морфолитогенеза във високопланинския пояс на Рила и Пирин“ през 1988 г. От 1 юли 1988 г. е асистент по геоморфология и до 2002 г. заема последователно длъжностите старши асистент и главен асистент. През декември 2002 г. е избрана за доцент по научна специалност Геоморфология и палеогеография. През 2018 г. е избрана за професор.
Основател и председател е на Сдружението на геоморфолозите в България, член е на Българското геологическо дружество и в Международната асоциация на геоморфолозите. Член е на Scientific Advisory Committee на Romanian-Bulgarian-Hungarian-Serbian Conference – Geographical Research and Cross-Border Cooperation within the Lower Basin of the Danube, като и на редакционната колегия на Географски Разгледи – списанието на Македонското географско дружество. Рецензент е на публикации в Arabian Journal of Geosciences. Ръководителка е на магистърска програма „Геоморфология“ и на докторската програма „Геоморфология и палеогеография“ към Геолого-географския факултет.
Научните ѝ интереси са в областта на кватернерната геоморфология и палеогеография, съвременната морфогенеза и геоморфология и археология. Научните ѝ приноси са в регионалните геоморфоложки и палеогеографски изследвания на генетичните типове наслаги по поречията на реките Марица, Струма и в Пирин. Има принос и в първите геоморфоложки изследвания на в района на Българската антарктическа база „Св. Климент Охридски“, които са свързани с анализа на различните криогенни процеси, форми и наслаги.